# Abhinav Bindra
Abhinav Bindra (pendż. ਅਭਿਨਵ ਬਿੰਦਰਾ; ur. 28 września 1982 w Dehradun) – indyjski zawodnik w strzelectwie specjalizujący się w konkurencji karabinka pneumatycznego z 10 metrów, mistrz olimpijski z Pekinu, mistrz świata.
Został pierwszym w historii indyjskiego sportu indywidualnym mistrzem olimpijskim, bo wtenczas Indie zdobywały złote medale olimpijskie tylko w hokeju na trawie.
W roku 2000 został laureatem nagrody Arjuna Award.

## Igrzyska olimpijskie
| Igrzyska | Miejscowość    | Konkurencja                | Kwalifikacje | Kwalifikacje | Finał                  | Finał                  |
| Igrzyska | Miejscowość    | Konkurencja                | Wynik        | Pozycja      | Wynik                  | Pozycja                |
| -------- | -------------- | -------------------------- | ------------ | ------------ | ---------------------- | ---------------------- |
| IO 2000  | Sydney         | Karabin pneumatyczny, 10 m | 590          | 11.          | Nie zakwalifikował się | Nie zakwalifikował się |
| IO 2004  | Ateny          | Karabin pneumatyczny, 10 m | 597          | 3. Q         | 694,6                  | 7.                     |
| IO 2008  | Pekin          | Karabin pneumatyczny, 10 m | 596          | 4. Q         | 700,5                  | złoto                  |
| IO 2012  | Londyn         | Karabin pneumatyczny, 10 m | 594          | 16.          | Nie zakwalifikował się | Nie zakwalifikował się |
| IO 2016  | Rio de Janeiro | Karabin pneumatyczny, 10 m | 625,7        | 7. Q         | 163,8                  | 4.                     |